# Port-Bouët
Port-Bouët este o comună din departamentul Abidjan, regiunea Lagunes, Coasta de Fildeș.